# Malignes Lymphom
Die malignen Lymphome (umgangssprachlich Lymphdrüsenkrebs, früher auch Lymphosarkom) sind eine Gruppe von bösartigen Erkrankungen des lymphatischen Systems. Hierzu zählen Lymphknoten, Rachenmandeln (Tonsillen), Milz und Knochenmark. Aber auch andere Organe können befallen werden.

## Ursachen
Die Erkrankung beruht auf einer malignen Transformation von lymphatischen Zellen unterschiedlicher Reifungs- und Differenzierungsstufen. Je nachdem, welche Zellart betroffen ist, entstehen verschiedene Lymphomtypen, die sich in der Manifestation, dem Verlauf, der therapeutischen Beeinflussbarkeit und der Prognose unterscheiden. Traditionell wird zwischen dem Hodgkin-Lymphom und der heterogenen Gruppe der Non-Hodgkin-Lymphome (NHL) unterschieden. Heute ist die Einteilung der malignen Lymphome durch die Weltgesundheitsorganisation üblich. Diese unterscheidet neben der Ursprungszelle (B-Lymphozyt oder T-Lymphozyt)
1. Indolente Lymphome (dolor = lateinisch Schmerz; low grade, gemeint ist damit: langsam wachsende Lymphome, die lange Zeit keine Beschwerden verursachen)
2. Aggressive Lymphome (high grade, gemeint ist damit: schnell wachsende Lymphome, die rasch Beschwerden verursachen)
3. Morbus Hodgkin.

Aufgrund ihres Ursprunges aus dem lymphatischen System ist ein Teil der malignen Lymphome auf Störungen des Immunsystems zurückzuführen. Mit steigender Anzahl von Organtransplantationen und der danach notwendigen Immunsuppression sowie Immundefizienzen bei HIV hat die Inzidenz (Anzahl der Neuerkrankungen) von sogenannten Posttransplantations-Lymphoproliferativen Erkrankungen zugenommen. Auch bei angeborenen Störungen des Immunsystems wie dem Wiskott-Aldrich-Syndrom oder der Severe combined immunodeficiency (SCID, englisch für „schwerwiegende kombinierte Immundefizienz“) wird über gehäuftes Auftreten von Lymphomen berichtet. Die Altersgipfel in Europa und den USA (nicht in den restlichen Teilen der Erde) sind um das 30. und das 60. Lebensjahr, Männer sind etwas häufiger als Frauen betroffen.

Träger von Tätowierungen haben, laut einer Fall-Kontroll-Studie aus dem Jahr 2024, ein erhöhtes Risiko an malignen Lymphomen zu erkranken im Vergleich zu Personen ohne Tattoos. Die zugrundeliegenden Daten weisen auch auf eine zeitliche Abhängigkeit des Erkrankungsrisikos hin, das in den ersten beiden Jahren bzw. nach ≥11 Jahren nach der Tätowierung über jenem Risiko für den Zeitrahmen 3–10 Jahre liegt. Gegenwärtig (2024) sind die Ursachen für die zusätzlichen Erkrankungen bei tätowierten Personen und die Zeitabhängigkeit in diesem Zusammenhang unbekannt.
Bei der Behandlung der malignen Lymphome spielt die Therapie mit Zytostatika (Chemotherapie) eine entscheidende Rolle, mitunter ergänzt durch die Strahlentherapie. Damit sind viele Lymphomerkrankungen gut behandelbar. Ein Teil der Lymphome ist heute heilbar.

## Klassifikation
Bei den Lymphomen werden grundsätzlich Hodgkin-Lymphome, die circa 25 % aller Lymphome ausmachen, und Non-Hodgkin-Lymphome, die circa 75 % aller Lymphome ausmachen, unterschieden.

### Hodgkin-Lymphom
Das Hodgkin-Lymphom (HL, Morbus Hodgkin) ist ein malignes, monoklonales B-Zell-Lymphom. In der Histologie sind meistens Sternberg-Reed-Zellen (mehrkernige Riesenzellen) und einkernige Hodgkin-Zellen nachweisbar.

### Non-Hodgkin-Lymphome
Die Non-Hodgkin-Lymphome (NHL) sind eine heterogene Gruppe monoklonaler Neoplasien, die von Vorläuferzellen der B- oder T-Lymphozyten abstammen.

#### B-Zell-Lymphome
- Chronische lymphatische Leukämie
- Plasmozytom (Multiples Myelom)
- Lymphoplasmozytisches Lymphom (einschl. Morbus Waldenström)
- Follikuläres Lymphom
- MALT-Lymphom
- diffuses großzelliges B-Zell-Lymphom (DLBCL)
- Burkitt-Lymphom

#### T-Zell-Lymphome
- T-/NK-Zell-Lymphom
- NK-Zell-Leukämie
- T-Zell-Prolymphozytenleukämie
- Mycosis fungoides
- Sézary-Syndrom

## Lymphome der Haut
Neben den lymphatischen Organen kann auch die Haut Ort des Krankheitsgeschehens sein. Nach einer Einteilung der European Organisation for Research on Treatment of Cancer (EORTC) werden unter den primär kutanen Lymphomen T-Zell- und B-Zell-Lymphome unterschieden und nach dem Grad der Malignität sortiert.

### Wichtige T-Zell-Lymphome der Haut

#### Mycosis fungoides
Die Bezeichnung Mycosis fungoides ist ein etwas irreführender Name, denn es besteht kein Zusammenhang mit Pilzerkrankungen (Mykosen). Die Mycosis fungoides gehört in die Kategorie niedrige Malignität und ist das häufigste kutane Lymphom (etwa ⅓). Die Krankheitsentstehung ist bisher nicht aufgeklärt, Zusammenhänge mit viralen Infektionen und beruflichen Expositionen werden diskutiert. Die Mycosis fungoides ist durch einen typischen Verlauf mit drei Hautstadien gekennzeichnet, die auch gleichzeitig vorliegen können, bevor ein Organbefall auftritt:
1. Ekzemstadium: ähnlich einer Psoriasis oder einem Ekzem, häufig Juckreiz. Die Unterscheidung zur Parapsoriasis en plaques ist oft sehr schwierig; letztere kann Vorstufe einer Mycosis fungoides sein.
2. Infiltratstadium/Plaquestadium: starker Juckreiz, bräunliche Plaques (versus rötliche Infiltrate im Stadium 1)
3. Tumorstadium: mit wulstigen, knolligen, z. T. pilzartigen Tumoren, die den Infiltraten aufsitzen, hohe Gefahr von Begleitinfektionen

Der Verlauf ist oft über Jahre hinweg chronisch. Vollständige Rückbildungen sind in früheren Stadien ebenfalls möglich. Nach Eintritt ins Tumorstadium ist die Prognose schlecht. Behandelt wird die Mycosis fungoides in frühen Stadien eher zurückhaltend mit Kortikosteroiden, UV-A-Bestrahlung und verschiedenen Immunmodulatoren.

#### Großzelliges CD30+ kutanes T-Zell-Lymphom
aus der Gruppe mit niedriger Malignität, etwa zehn Prozent der kutanen Lymphome, typisch für alte Menschen.
Die Tumor-T-Zellen exprimieren das Antigen CD30.
Man findet meist einzelne Tumoren und Tumorknoten, die oft ulcerieren; kein großflächiger Befall der Haut. Die Prognose ist gut, Spontanremissionen möglich.
Therapeutisch werden Tumorknoten chirurgisch entfernt, Interferon und Immunsuppressiva eingesetzt. Bestrahlung mit UV-A- sowie Röntgen-Strahlung verspricht ebenfalls Erfolg.

#### Sézary-Syndrom
aus der Gruppe mit hoher Malignität, Erkrankung des älteren Menschen, bevorzugt Männer.
Histologisch finden sich dieselben entarteten T-Zellen wie bei der Mycosis fungoides, diese sind auch im Blut nachweisbar („Sézary-Zellen“). Typisch sind weiterhin die stark gerötete Haut (Erythrodermie), eventuell auch Hyperpigmentierung, starker Juckreiz und überschießende Verhornung der Handinnenflächen und Fußsohlen.
Behandlung ähnlich der Mycosis fungoides, jedoch schlechte Prognose.

#### Großzelliges CD30- kutanes T-Zell-Lymphom
aus der Gruppe mit hoher Malignität.
Es entstehen schnell Plaques, Knoten und Tumoren auf der Haut. Später Befall des gesamten Integuments und Organbeteiligung, schlechte Prognose.
Behandelt wird bei einzelnen Herden mit Bestrahlung, sonst Polychemotherapie.

### Wichtige B-Zell-Lymphome der Haut

#### Kutanes Keimzentrumslymphom
aus der Gruppe niedriger Malignität, etwa ¼ aller kutanen Lymphome.
Papulo-noduläre Erscheinungen vor allem auf dem behaarten Kopf, im Nacken oder am Stamm. Die Prognose ist nach chirurgischer Entfernung und Bestrahlung sehr gut, Behandlung mit monoklonalen Antikörpern (Rituximab) verspricht ebenfalls Erfolg.

#### Immunozytom
(auch Marginalzonenlymphom; von lateinisch margo, deutsch ‚der Rand‘ – im Lymphknoten sitzen die B-Zellen in der Regel in den Randbereichen), aus der Gruppe niedrige Malignität.
Ein eher seltenes Lymphom des erwachsenen Menschen. Es entstehen schnell bräunlich-rötliche Plaques und Knoten, bevorzugt an den Extremitäten, die Patienten klagen nicht über Beschwerden. Die B-Zellen produzieren zwar Immunglobuline, diese sind jedoch selten im Plasma nachzuweisen.

## Pathologen und Kliniker
- Karl Lennert
- Lutz-Dietrich Leder
- Wolfram Sterry